# Bibliotheken in Lesotho
Im afrikanischen Staat Lesotho gibt es mehrere Bibliotheken und Dokumentationszentren.
2013 bestanden drei Hauptbibliotheken: The National Library, die Thomas Mofolo Library and National Archives an der National University of Lesotho und das Morija Museum & Archives.
- Die National Library of Lesotho befindet sich in der Hauptstadt Maseru. Sie verfügt über eine Sammlung von ca. 88.000 Bänden (2007).[4]
- Die Thomas Mofolo Library in der University of Lesotho befindet sich im Ort Roma, ca. 34 km von Maseru entfernt.[5] Sie hat ca. 170.000 Bände (2007).[4] Das Nationalarchiv befindet sich im Untergeschoss des Bibliotheksgebäudes der Universität Lesotho. Dort wird ein großer Fundus unterschiedlichster Materialien aufbewahrt, inklusive Zeitungen ab dem frühen 20. Jahrhundert und eine fast vollständige Sammlung der Basutoland Annual Colonial Reports. Sowohl die National Library als auch die Archivsammlung wurden 2005 aufgewertet, als China größere Investitionen tätigte. Ein Legal Deposit (Pflichtexemplar) wurde von der Lesotho Library Association 1987 vorgeschlagen, war aber 1999 noch immer nicht eingeführt.[6]
- Die Morija Collection hat einen Sammlungsbestand von Dokumenten und Zeitungen aus dem früheren Basutoland (siehe BLS-Staaten), inklusive früher Ausgaben der Zeitung Naledi, ferner Bestände der Proceedings of the Basutoland National Council und der jährlichen Kolonialreporte sowie der Paris Evangelical Mission Society.[3]